# Gensac-de-Boulogne
Gensac-de-Boulogne ist eine französische Gemeinde mit 97 Einwohnern (Stand 1. Januar 2022) im Département Haute-Garonne in der Region Okzitanien (zuvor Midi-Pyrénées). Die Einwohner werden als Gensacais bezeichnet.

## Geographie
Das Gemeindegebiet wird von folgenden Flüssen durchzogen: Gimone im Nordwesten, Gesse im Zentrum und Bernesse im Südosten.
Umgeben wird Gensac-de-Boulogne von den sechs Nachbargemeinden:
| Lalanne                 |                                             | Boulogne-sur-Gesse |
| Villemur                | Kompassrose, die auf Nachbargemeinden zeigt | Blajan             |
| Saint-Loup-en-Comminges | Nizan-Gesse                                 |                    |

## Bevölkerungsentwicklung
| Jahr                      | 1962 | 1968 | 1975 | 1982 | 1990 | 1999 | 2007 | 2013 | 2017 | 2019 |
| ------------------------- | ---- | ---- | ---- | ---- | ---- | ---- | ---- | ---- | ---- | ---- |
| Einwohner                 | 196  | 172  | 147  | 122  | 117  | 141  | 115  | 116  | 125  | 115  |
| Quelle: Cassini und INSEE |      |      |      |      |      |      |      |      |      |      |

## Sehenswürdigkeiten
- Kirche Notre-Dame, erbaut im 15. Jahrhundert
- Château des Comminges, im 13. Jahrhundert erbautes Schloss